# Luan Peres
Luan Peres Petroni, mais conhecido apenas como Luan Peres (São Caetano do Sul, 19 de julho de 1994), é um futebolista brasileiro que atua como zagueiro ou lateral-esquerdo. Atualmente joga pelo Santos.

## Carreira

### Início
Luan Peres começou na base da Portuguesa, onde foi para o profissional em 2013. 
Era considerado uma das grandes promessas do clube. Zagueiro canhoto, ele se destacou no clube e ganhou confiança, chegando até a ser capitão no clube paulista, mesmo com pouca experiência. Por atrasos de salário, acionou a justiça contra o clube e conseguiu a rescisão de contrato.

### Santa Cruz
Pouco tempo depois, após ser destaque na Lusa, acertou com o Santa Cruz, onde jogou sua primeira Série A e chegou querendo driblar a inexperiência.
Sua estreia seria contra o Botafogo, mas por problemas familiares, acabou pedindo um tempo para ficar com a família. Após duas semanas sem treinar por problemas familiares, voltou aos treinos e logo recebeu uma chance de estrear. 
Sua estreia foi contra o Atlético MG, e aos poucos foi ganhando espaço no clube, sendo titular nos dois jogos da Sul-Americana contra o maior rival do clube, o Sport. Em ambas as partidas o Santa Cruz não sofreu gols, e assim conseguiu um classificação na sua primeira participação em competições internacionais.

### Red Bull Brasil, Ituano e Ponte Preta
Ao deixar o Santa Cruz, Luan Peres se mudou para o Red Bull Brasil, onde jogou o Campeonato Paulista de 2017 e fez excelentes partidas. 
Após o fim da competição, foi anunciado no Ituano, tendo assinado, durante o Campeonato Paulista, um pré-contrato com o clube, porém, logo em seguida, foi emprestado a Ponte Preta, onde jogou todo o Campeonato Brasileiro de 2017.

### Fluminense
Em 20 de abril de 2018, Luan Peres foi anunciado como jogador do Fluminense por empréstimo até a metade de 2019. Ficou por apenas dois meses e jogou 9 partidas no clube, sendo logo depois contratado pelo Brugge, da Bélgica, por cerca de € 500 mil (R$ 2,1 milhões, na cotação da época) em negociação envolvendo o Ituano.

### Brugge
Em seu período no Brugge, jogou apenas em 6 partidas.
Mesmo fazendo meia dúzia de jogos, conseguiu fazer uma partida na Fase de grupos da Liga dos Campeões da UEFA de 2018–19. No minuto 69, Cyril Ngonge deixou os gramados por opção do treinador e Luan fizera sua única partida naquela competição. O jogo, diante o Atlético de Madrid, terminou 0 a 0.
O momento menos participativo de Luan na equipe se devia a alguns motivos que o próprio revelara futuramente. O atleta, originalmente zagueiro, não chegou a performar muitas vezes nessa posição, sendo muitas vezes posto como um ala. Além disso, a intensidade do futebol europeu, somado ao inverno belga, não eram comuns ao brasileiro.

### Santos
Em 3 de agosto de 2019, Luan Peres foi emprestado pelo Brugge ao Santos até o final de 2020. O empréstimo foi prorrogado até 15 de fevereiro de 2021 após o Santos entrar em acordo com o Brugge para a contratação de Luan Peres por cerca de € 3 milhões (R$ 19,9 milhões). Em 12 de fevereiro de 2021, o Santos finalizou a compra do jogador.
As duas temporadas de Peres no clube paulista foram regulares. Seu início, no entanto, foi em uma fase pouco comemorada pela torcida. Em 12 jogos do Paulistão, o Santos vencera apenas quatro duelos e não conseguiu vaga à próxima fase. O zagueiro foi titular em todo esse período, mas acabou ficando de fora dos 11 iniciais no início do Campeonato Brasileiro do mesmo ano. Porém, após se firmar na equipe, formou uma prolífica zaga juntamente de Lucas Veríssimo e teve o contrato de empréstimo renovado ao fim da época.
Nesse mesmo ano, Peres fez parte de uma surpreendente finalista campanha na Libertadores. Ficando de fora de apenas dois jogos, Luan ajudou defensivamente a equipe a ir longe na Copa. A equipe conseguiu rumar até a Decisão no Maracanã, onde enfrentariam o Palmeiras. O jogo, porém, terminou com um título do Verdão pelo placar de 1 a 0.
| “                                                      | Estamos muito orgulhosos. Queríamos ser campeões, mas só um vence. Estamos orgulhosos pela campanha, ganhando da LDU Quito na altitude, Grêmio, Boca Juniors. Muito feliz mesmo com a segunda colocação. Queríamos a primeira, mas é cabeça em pé. Ninguém imaginou que estaríamos aqui, mas o Santos é grande e precisa ser respeitado. Final se ganha, não se joga. Jogo truncado. Faltou atenção até o fim, mais finalizações. Não jogamos pior que o Palmeiras, no mínimo igual. Os dois tinham 50%. Infelizmente a bola deles entrou e a gente não. Um detalhe definiu a partida. | ” |
| — Luan Peres sobre a derrota na final da Libertadores. | |   |

O ano seguinte rendeu ao zagueiro momentos individuais melhores. O jogador chegou a ser o capitão do clube em algumas oportunidades durante o ano de 2021, mas não conseguiu repetir o feito do ano anterior e parou ainda na Fase de Grupos da Libertadores. 
Sua última partida pela equipe foi diante do Sport, no dia 30 de junho de 2021, pela Série A do Brasileirão. Após 90 jogos com o clube, o defensor deixou o Brasil para retornar à Europa.

### Olympique de Marseille

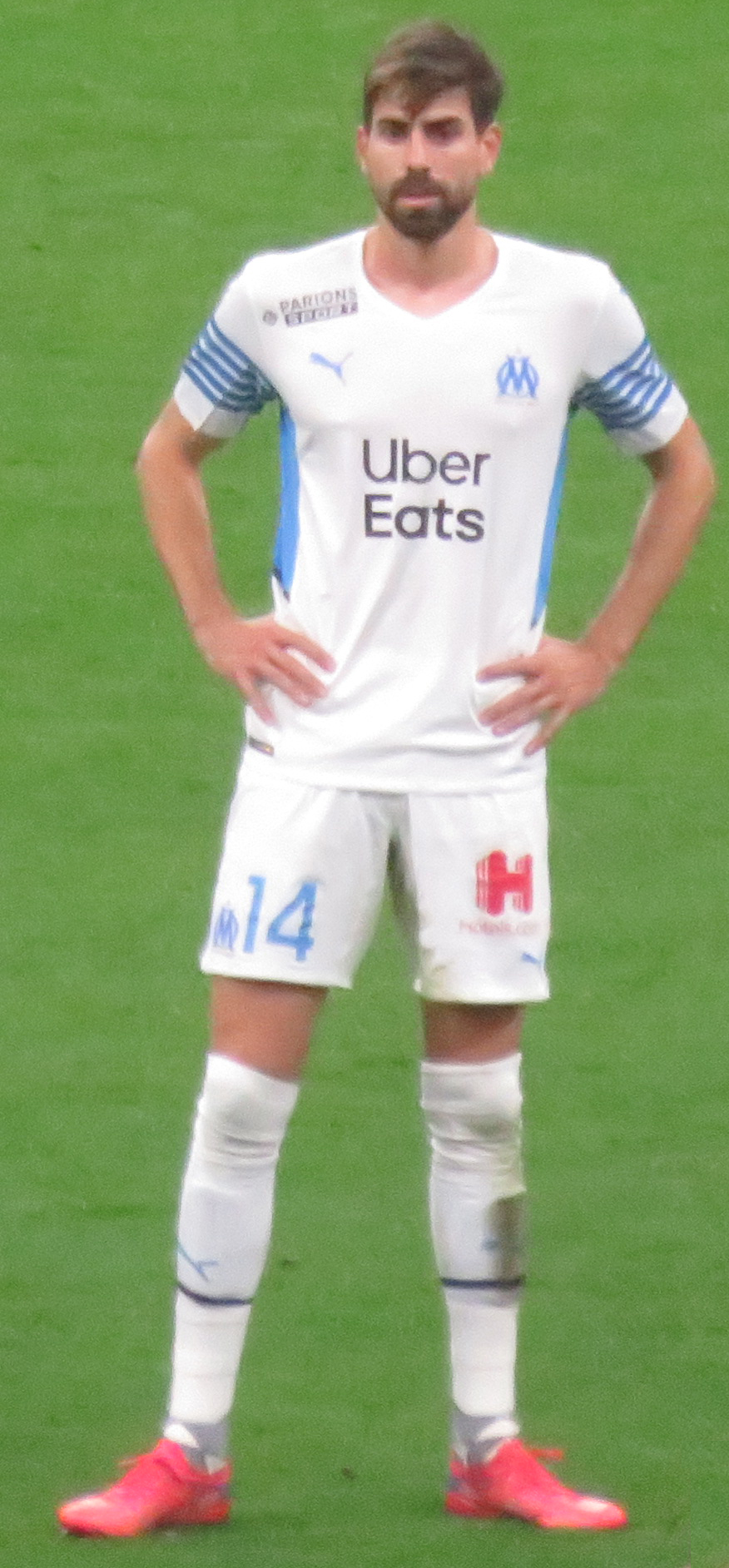
Luan pelo Marselha.

Em julho de 2021, o Olympique de Marseille anunciou a contratação de Luan Peres. Luan assinou um contrato até junho de 2025, e o clube francês pagou cerca de 4,5 milhões de euros (R$ 28 milhões, na época) pela transferência. Luan foi contratado pelo técnico Jorge Sampaoli, que já havia sido seu treinador na época em que jogava pelo Santos.
A estreia do brasileiro aconteceu na primeira rodada da Ligue 1 de 2021–22, mas Peres se destacou negativamente na partida por fazer um gol contra diante o Montpellier. O clube ampliou o placar para 2 a 0, mas Cengiz Ünder e Dimitri Payet (duas vezes) garantiram uma virada por 3 a 2 e venceram o jogo.
Apesar de nunca ter marcado um gol a favor, o jogador conseguiu dar três assistências no período em que ficou na França. A primeira vez que ajudou diretamente em um gol aconteceu na rodada cinco, quando deu um passe para Bamba Dieng fazer o primeiro gol em uma vitória por 2 a 0 diante o Monaco.
Ao longo da época, conseguiu participar de partidas de todas as competições do clube. O jogador se fez presente na Liga Europa da UEFA, mas não conseguiu contribuir para uma classificação da equipe. No entanto, com os pontos conquistados, a equipe pôde ir a Liga Conferência, onde ficaram entre os quatro primeiros colocados. O sonho do título foi interrompido na semifinal diante o Feyenoord.
Apesar de não ter conseguido nenhum título, fizera uma campanha segura na Ligue 1, pois ficaram em segundo colocado. Além disso, sua dupla com William Saliba (apesar de também ter feito jogos como Lateral Esquerdo) fizeram do Marselha a terceira melhor defesa do Campeonato, com 36 gols sofridos. Seus jogos seguros na defesa francesa fizeram com que o próprio sonhasse com uma chance de estar entre os convocados para Seleção Brasileira.
| “                             | Todo jogador sonha em defender o seu país em algum momento. Acredito que estou vivendo a melhor fase da minha carreira e acredito muito que um dia essa oportunidade pode chegar. Essa é a minha segunda passagem no futebol europeu e se tivesse essa chance, estaria pronto para representar a Seleção. | ” |
| — Luan sobre vaga na Seleção. | |   |

Peres deixou o Olympique de Marselha após fazer 50 jogos e ser titular na temporada 2021–22 ele não fez gols e anotou três assistências.

### Fenerbahçe

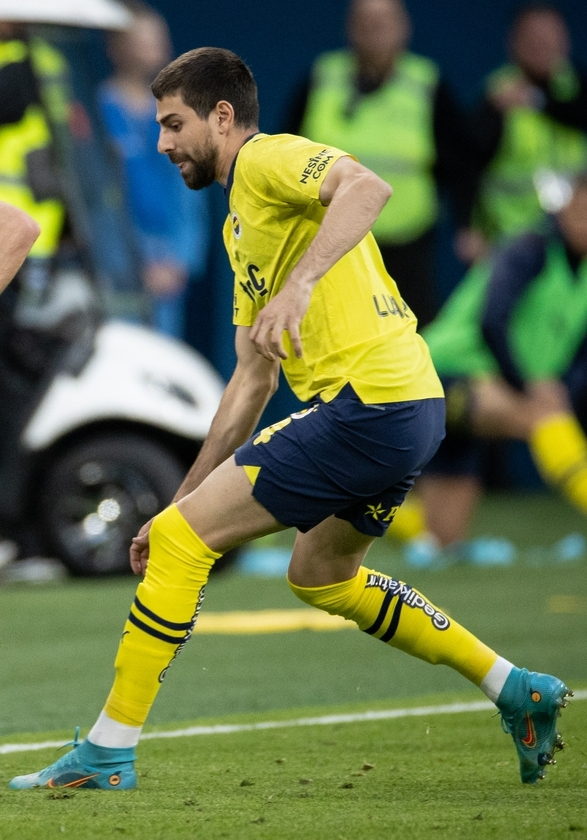
Luan Peres em 2023.

Em 28 de julho de 2022, Luan Peres foi anunciado pelo Fenerbahçe.
Ao chegar na Turquia, o zagueiro iria se encontrar com Gustavo Henrique, outro defensor que esteve com ele no Santos. Na estreia de ambos, na primeira rodada da Liga Turca, Peres novamente teve um destaque negativo. Aos 73 minutos, o brasileiro comete um pênalti e Antonio Mrsic vira o jogo para 3 a 2. Nos acréscimos, Mërgim Berisha faz o tento que garantiu o empate por 3 a 3 diante o Ümraniye Spor Kulübü.
A passagem do jogador, porém, foi marcadas por lesões frequentes. Em setembro de 2022, o atleta sofreu uma grave lesão no joelho e ficou de fora dos gramados até janeiro do ano seguinte. Ao retornar, logo passou por outro problema que o deixaria de fora por mais três meses.
Antes de ter sua lesão mais séria, o brasileiro conseguiu estar nos gramados para comemorar o título da Copa da Turquia diante o İstanbul Başakşehir. Um mês antes, marcou seu primeiro tento em solo europeu na vitória de 3 a 1 diante o Trabzonspor. Em outubro desse mesmo ano, Luan romperia o ligamento cruzado do Joelho e deixaria de fazer parte do elenco turco. No final de agosto, rescindiu com o time turco depois de duas temporadas, o jogador já estava fora dos planos da diretoria do Fenerbahçe.

### Retorno ao Santos
Após diversas especulações sobre seu futuro, tendo sido sondado por Vasco e Bahia, acertou seu retorno ao Santos no dia 2 de setembro de 2024, assinando um acordo de 4 temporadas e visando um aumento salarial em caso de acesso a Série A do Brasileirão de 2025. Reestreou em 15 de setembro, entrando no segundo tempo do duelo com o América-MG, pela Série B do Campeonato Brasileiro. Em 12 de outubro, marcou seu primeiro gol pelo clube, na vitória sobre o Mirassol por 3 a 2, pela 31ª rodada da Série B. Ao final da temporada, seria campeão deste campeonato.

## Títulos
Portuguesa
- Campeonato Paulista - Série A2: 2013

Ponte Preta
- Campeonato Paulista do Interior: 2018

Fenerbahçe
- Copa da Turquia: 2022–23

Santos
- Campeonato Brasileiro - Série B: 2024